# Хашим ибн Утба
Хашим ибн Утба бин Аби Вакас био је заповедник муслиманске војске. Био је братанац Сад ибн Аби Вакаса је преко свог оца и био је Сахаба (другови пророка Мухамеда). Хашим је учествовао у ратовима Рида против побуњених арапских племена након смрти пророка Мохамеда како би их вратио у ислам. Борио се против Византијаца у бици код Јармука под командом Халида ибн ел Валида. Играо је одлучујућу улогу у бици код Кадисије која је довела до освајања Ел Мадаина од стране муслимана.